# Sąd Najwyższy (Albania)
Sąd Najwyższy (alb. Gjykata e Lartë e Republikës së Shqipërisë) – najwyższy organ władzy sądowniczej w Albanii z siedzibą w Tiranie.
Zgodnie z albańską konstytucją Sąd Najwyższy zajmuje się m.in.:
- odwołaniami od wyroków niższych instancji ws. cywilnych i karnych;
- orzecznictwem ws. karnych wobec prezydenta, prezesa rady ministrów i członków rady ministrów, posłów do parlamentu, sędziów Sądu Najwyższego oraz Sędziów Trybunału Konstytucyjnego.

Aktualny (kwiecień 2022) skład sędziowski:
- Sokol Sadushi
- Ervin Pupe
- Ilir Panda
- Sokol Binaj
- Albana Boksi
- Sandër Simoni
- Klodian Kurushi
- Artur Kalaja
- Asim Vokshi
- Medi Bici
- Arbena Ahmeti
- Genttan Medja